# Microbiota uterina
La microbiota uterina son las bacterias comensales, no patógenas, virus, levaduras/hongos presentes en un útero sano, líquido amniótico y endometrio y el entorno específico en el que habitan. Recientemente se confirmó que el útero y sus tejidos no son estériles. Debido a la mejora de las técnicas de secuenciación del gen 16S ARNr, la detección de las bacterias que están presentes en números bajos es posible. Usando este procedimiento que permite la detección de bacterias que no pueden cultivarse fuera del cuerpo, se espera que aumenten los estudios de microbiota presentes en el útero.

## Microbiota uterina y fertilidad
La evidencia muestra que la presencia de 16S rRNA uterino no es solo el resultado de errores de muestreo o análisis y merece ser reconocido. El concepto del endometrio estéril, y el compartimento uterino en general, está pasado de moda, aunque el verdadero microbiota uterino central aún debe evaluarse. Se necesitan estudios funcionales para dilucidar la importancia fisiológica del microbiota en la fertilidad. El desafío de estudiar la inmunología reproductiva y la microbiota involucrada es que la investigación sobre todos los diferentes aspectos aún está en su infancia; el microbioma, la inmunidad, la endocrinología en el embarazo y el desarrollo placentario y fetal deben estudiarse juntos para obtener una visión más completa.

## Características
Las bacterias, los virus y un género de levaduras son una parte normal del útero antes y durante el embarazo. Se ha descubierto que el útero posee su propio microbiota característico que difiere significativamente del microbiota vaginal. A pesar de su estrecha conexión espacial con la vagina, el microbioma del útero se parece más a las bacterias comensales que se encuentran en la cavidad oral. Además, el sistema inmunitario puede diferenciar entre las bacterias que normalmente se encuentran en el útero y las que son patógenas. Los cambios hormonales tienen un efecto sobre la microbiota del útero.

## Taxones

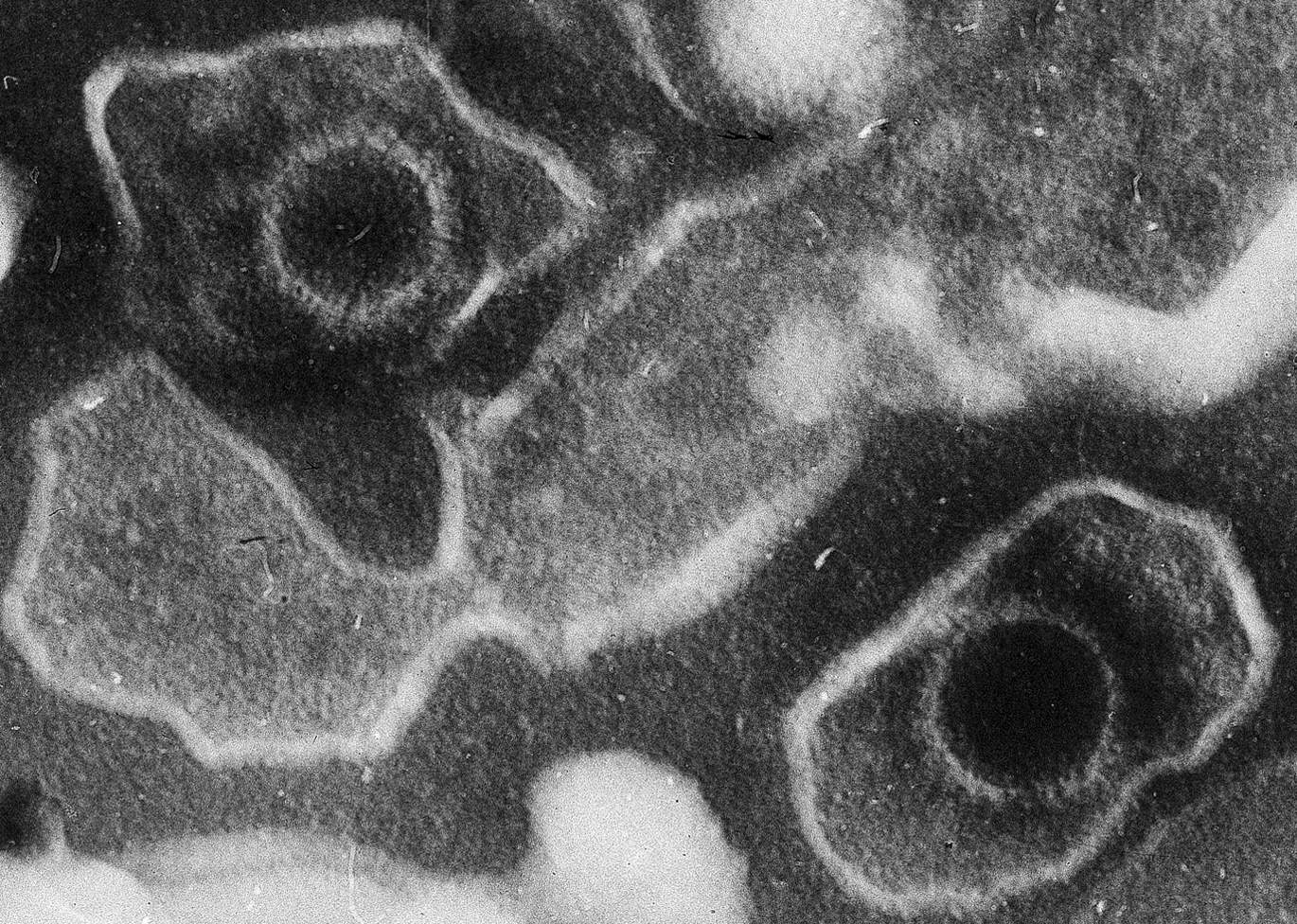
Virus de Epstein Barr

### Comensales

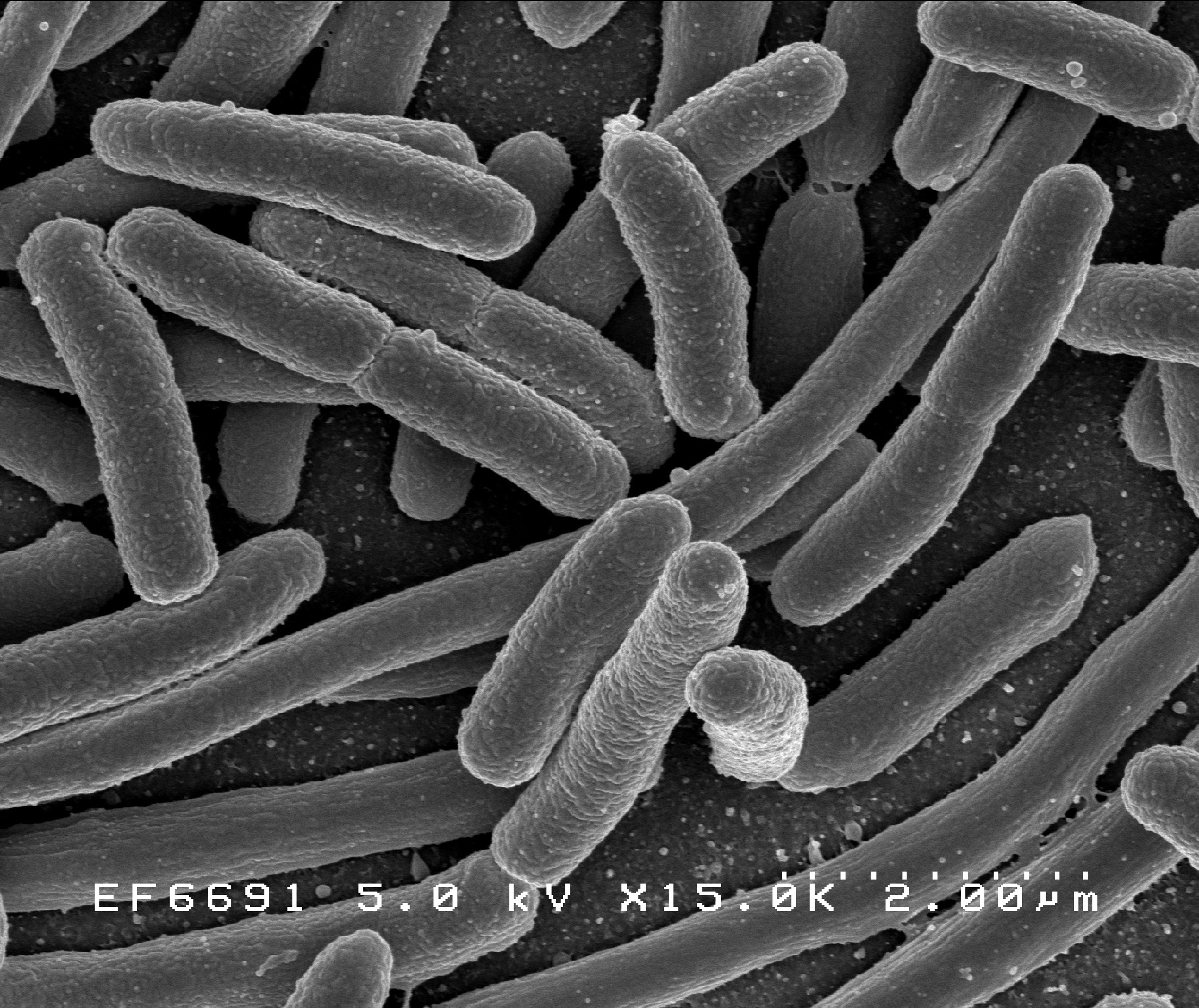
Escherichia coli

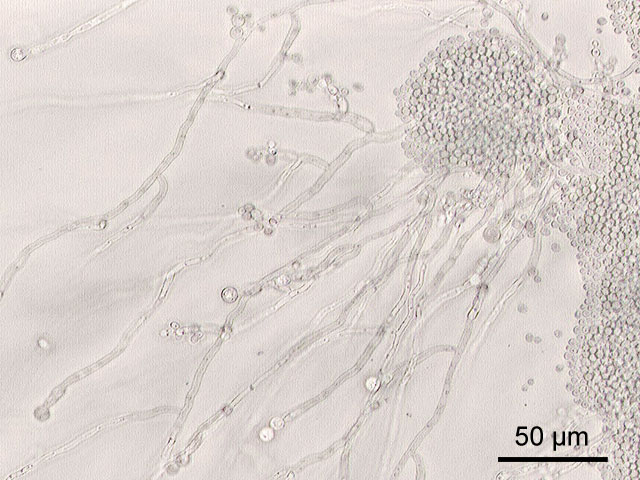
Candida sp.

Los organismos enumerados a continuación se han identificado como comensales en el útero sano. Algunos también tienen el potencial de crecer hasta el punto de causar enfermedades:  
| Organismo                    | Comensal | Transitorio | Potencial patógeno | Ref. |
| ---------------------------- | -------- | ----------- | ------------------ | ---- |
| Escherichia coli             | x        |             | x                  | [6]  |
| Escherichia spp.             |          | x           | x                  | [6]  |
| Ureaplasma parvum            | x        |             | x                  | [6]  |
| Fusobacterium nucleatum      | x        |             |                    | [7]  |
| Prevotella tannerae          | x        |             |                    | [5]  |
| Bacteroides spp.             | x        |             |                    | [5]  |
| Streptomyces avermitilis     | x        |             |                    | [6]  |
| Mycoplasma spp.              | x        |             | x                  | [5]  |
| Neisseria lactamica          | x        |             |                    | [6]  |
| Neisseria polysaccharea      | x        |             |                    | [6]  |
| Virus de Epstein-Barr        | x        |             | x                  | [5]  |
| Virus sincitial respiratorio | x        |             | x                  | [5]  |
| Adenovirus                   | x        |             | x                  | [5]  |
| Candida spp.                 | x        |             | x                  | [5]  |

### Patógenos
Otros taxones pueden estar presentes, sin causar enfermedad o una respuesta inmune. Su presencia está asociada con resultados negativos de nacimiento.
| Organismo Patógeno           | Mayor riesgo de | Ref.      |
| ---------------------------- | --- | --------- |
| Ureaplasma urealyticum       | ruptura prematura de membranastrabajo prematuro cesárea inflamación placentaria neumonía congénita bacteriemia meningitis lesión pulmonar fetal muerte del infante | [5][8][9] |
| Haemophilus influenzae       | ruptura prematura de membranastrabajo prematuro parto prematuro | [5]       |
| Ureaplasma parvum            | | [5]       |
| Fusobacterium nucleatum      | | [5]       |
| Prevotella tannerae          | | [5]       |
| Bacteroides spp.             | |           |
| Streptomyces avermitilis     | | [5]       |
| Mycoplasma hominis           | neumonía congénitabacteriemia meningitis enfermedad inflamatoria pélvica fiebre posparto y postabortal                                                             | [5][8]    |
| Neisseria lactamica          | | [5]       |
| Neisseria polysaccharea      | | [5]       |
| Virus de Epstein-Barr        | | [5]       |
| Virus sincitial respiratorio | | [5]       |
| Adenovirus                   | | [5]       |
| Candida spp..                | | [5]       |

## Significación clínica
Se han inyectado antibióticos profilácticos en el útero para tratar la infertilidad. Esto se hizo antes de la transferencia de embriones con la intención de mejorar las tasas de implantación. No existe asociación entre la implantación exitosa y el tratamiento con antibióticos. Los tratamientos de infertilidad a menudo progresan hasta el punto en que se realiza un análisis microbiológico de la microbiota uterina. El parto prematuro se asocia con ciertas especies de bacterias que normalmente no forman parte del microbioma uterino sano.

## Respuesta inmune
La respuesta inmune se vuelve más pronunciada cuando se encuentran bacterias que no son comensales.

## Historia
Las investigaciones sobre microbiomas asociados a la reproducción comenzaron alrededor de 1885 por Theodor Escherich . Escribió que el meconio del recién nacido estaba libre de bacterias. Hubo un consenso general en ese momento e incluso recientemente que el útero era estéril y esto se conoció como el paradigma del útero estéril. Otras investigaciones utilizaron pañales estériles para la recolección de meconio. No se pudieron cultivar bacterias a partir de las muestras. Otros estudios mostraron que se detectaron bacterias y fueron directamente proporcionales al tiempo entre el nacimiento y el paso del meconio.

## Investigación
Las investigaciones sobre el papel del microbioma uterino en el desarrollo del microbioma infantil están en curso.
Dos estudios que relacionan el parto por césarea y desarrollo cognitivo en niños y niñas entre los 4 y 9 años, determinaron la existencia de un impacto negativo significativo. Polidano et al. (2017) de la Universidad de Melbourne sugieren que se debe a las diferente composición de la microbiota intestinal entre los niños y niñas nacidos por parto vaginal y los nacidos por cesárea.